# Великий Гельсінкі
60°10′15″ пн. ш. 24°56′15″ сх. д. / 60.170833333333° пн. ш. 24.9375° сх. д.
Великий Гельсінкі (ВГ) (фін. Helsingin seutu, Suur-Helsinki, швед. Helsingforsregionen, Storhelsingfors) — метрополійна територія, що оточує Гельсінкі, столицю Фінляндії.Він містить меншу міську територію Столичного регіону.
Менший столичний регіон складається з центральних міст Гельсінкі, Вантаа, Еспоо та Кауніайнен. Великий Гельсінський регіон є найбільшою урбанізованою територією Фінляндії з 1 536 810 жителями.
П'ять із 14 університетів Фінляндії й більшість штаб-квартир відомих компаній і державних установ розташовані у Великому Гельсінкі, як і головний авіаційний вузол і аеропорт Фінляндії, аеропорт Гельсінкі, який розташований у Вантаа.
Ці регіони розташовані на півдні Фінляндії, на узбережжі Фінської затоки, яка є частиною Балтійського моря. ВГ є частиною регіону Уусімаа.
Термін «столична територія Гельсінкі» та інші використовувані терміни не є твердо встановленими та можуть відрізнятися в різних контекстах.

## Термінологія

### Столичний регіон
Столичний регіон Фінляндії складається з чотирьох муніципалітетів: Гельсінкі, Вантаа, Еспоо та Кауніайнен, загальна чисельність яких становить близько 1,1 мільйона (2014). Їх часто називають столичним регіоном англійською, Pääkaupunkiseutu фінською та Huvudstadsregionen шведською. Переважна більшість жителів проживає в міських районах міст, але в межах цих міст є також приміські та сільські райони.

### Великий Гельсінкі
Зазвичай ще близько десяти муніципалітетів вважаються частиною Великого Гельсінкі, оскільки їх можна вважати приміськими містами та околицями Гельсінкі. Якщо включити Гювінкяа, Ярвенпяа, Керава, Кіркконуммі, Нурміярві, Сіпоо, Туусула, Мянтсяля, Порнаїнен і Віхті, кількість жителів зростає до 1,4 мільйона. Усі муніципалітети належать до регіону Уусімаа. З них Ярвенпяа, Керава, міста Туусула, Нурміярві, Сіпоо, Кіркконуммі, Мянтяля та Вігті є частинами міського району в їх межах. Крім того, міста Порвоо, Лох'я та певною мірою Ріїхімякі, які мають дуже тісні зв'язки, автомагістралі та (у випадку Ріїхімякі) приміські потяги, а також розташовані досить близько до столиці, сьогодні часто включаються до регіонального планування, що збільшує загальну кількість населення приблизно до 1 550 000 осіб.

### Інші визначення
У рамках проєкту «Urban audit» Євростат спробував стандартизувати поняття «столична зона». Відповідно до цього дослідження, агломерація Гельсінкі складається з ядра Гельсінкі: Гельсінкі, Еспоо, Вантаа та Кауніайнен. Велика міська територія Гельсінкі (фін. Helsinki seutu) складається з 12 міст і муніципалітетів.
Статистичне управління Фінляндії визначає приміський пояс Гельсінкі (Helsingin työssäkäyntialue, приміська зона Гельсінкі), який містить у цілому 24 муніципалітети з площею 7359,80 км 2 і населенням 1 431 108 станом на 31 грудня 2007 року
 Крім того, до Гельсінкі щодня їздять люди навіть із Лахті та навіть Тампере.
Статистичне управління Фінляндії також визначає міську територію Гельсінкі згідно з офіційним фінським визначенням міської території. Міськими районами у Фінляндії вважаються населені пункти з принаймні 200 людьми з максимальною відстанню між будинками 200 м. Міська територія Гельсінкі є найбільшою у своєму роді у Фінляндії та охоплює території по всьому Великому Гельсінкі з помітними прогалинами навколо лісів та інших менш густонаселених територій.

## Статистика
| Муніципалітети                             | Площа (км²) | Населення (осіб) | Щільність населення (осіб/км²) |
| ------------------------------------------ | ----------- | ---------------- | ------------------------------ |
| Гельсінкі                                  | 213,75      | 213,75           | 3082,4                         |
| Еспоо                                      | 312,26      | 297,354          | 952,26                         |
| Вантаа                                     | 238.37      | 239,216          | 1,003.55                       |
| Кауніайнен                                 | 5,88        | 10,401           | 1768,88                        |
| Столичний регіон                           | 770,26      | 1 205 835        | 1565,49                        |
| Гювінкяа                                   | 322,62      | 46,858           | 145,24                         |
| Мянтсяля                                   | 580,84      | 20 839           | 35,88                          |
| Порнаїнен                                  | 146,50      | 5,066            | 34,58                          |
| Ярвенпяа                                   | 37.55       | 45,237           | 1,204.71                       |
| Керава                                     | 30.62       | 37,244           | 1,216.33                       |
| Кіркконуммі                                | 366.10      | 40,441           | 110.46                         |
| Нурміярві                                  | 361.84      | 44,136           | 121.98                         |
| Сіпоо                                      | 339.62      | 22,186           | 65.33                          |
| Туусула                                    | 219.51      | 39,727           | 180.98                         |
| Віхті                                      | 522.06      | 29,241           | 56.01                          |
| Спальні райони                             | 2,927.26    | 330 975          | 113.07                         |
| Метрополійна територія (Великий Гельсінкі) | 3697,52     | 1,536,810        | 415,63                         |